# Jean-Louis Viovy
Jean Louis Viovy es un físico francés, actualmente investigador en el CNRS (Francia). Dirige desde 1999 el equipo MMBM (Macromolecules and Microsystems in Biology and Medicine) en el Instituto Curie en París, su investigación se focaliza sobre los sistema lab-on-chip, los métodos bioanalíticos y la medicina traslacional.
Ha sido galardonado con la Medalla de Bronce del CNRS CNRS (1983), el Polymer Prize de la Sociedad Francesa de Química (1996), el Philip Morris Scientific Prize en 1996 y dos OSEO Entrepreneurship Awards en 2004 y 2005.
Es autor o coautor de más de 180 artículos y 20 patentes y es miembro de la Chemical and Biological Microsystems Society y del consejo editorial de «Biomicrofluidics». Es cofundador de la compañía francesa Fluigent. Es también cofundador del Instituto Pierre Gilles de Gennes para la microfluidica (IPGG).